# مانديه سيديبه
مانديه سيديبه (بالفرنسية: Mandé Sidibé)‏ (20 يناير 1940 - 25 أغسطس 2009) كان رئيس وزراء مالي من 2000 إلى 2002 ورئيس مجلس إدارة Ecobank من 2006 إلى 2009. وكان أيضًا مديرًا لفرع مالي للبنك المركزي في مالي. دول غرب إفريقيا ( البنك المركزي لدول غرب إفريقيا) من 1992 إلى 1995.